# Prionailurus
Prionailurus är ett släkte i familjen Felidae, underfamiljen Felinae (små katter).
Det vetenskapliga släktnamnet är sammansatt av de gammalgrekiska orden prion (såg) och ailouros (katt). Det syftar på de sågformiga tänderna.
De flesta arter i släktet har ungefär samma storlek som en huskatt. Angående pälsfärgen förekommer en större variation. Allmänt är grundfärgen gråbrun eller rödbrun och hakan, strupen samt buken är ofta vit. Dessutom finns många mörka fläckar som vanligen är ordnade i strimmor. Typisk är dessutom en tjock svans, avrundade öron och stora ögon. Mellan tårna finns lite simhud. Två arter kan endast delvis dra sina klor tillbaka. Storleksskillnader mellan hannar och honor är obetydlig. Liksom hos andra kattdjur är tandformeln I 3/3, C 1/1, P 3/2, M 1/1, alltså 30 tänder i tanduppsättningen. Ögonens pupill är långsträckt.
Släktets medlemmar lever främst ensam med hannar och honor som endast träffas för parningen. Reviren markeras med doftande vätskor men de överlappar varandra. Dessa rovdjur jagar främst små däggdjur och två arter är specialiserade på fiskar. Exemplaren är aktiva mellan skymningen och gryningen.
Utbredningsområdet ligger i Asien och Sydostasien.
Släktet har fem arter:
- Leopardkatt (Prionailurus bengalensis)
- Prionailurus iriomotensis
- Platthuvudkatt (Prionailurus planiceps)
- Rostfläckig katt (Prionailurus rubiginosus)
- Fiskarkatt (Prionailurus viverrinus)

Enligt en studie från året 2000 ska den rostfläckiga katten inte ingå i släktet. I verket Mammal Species of the World från 2005 var den däremot kvar i släktet.
IUCN listar Prionailurus iriomotensis som akut hotad (EN), Prionailurus planiceps som starkt hotad (EN), Prionailurus viverrinus som sårbar (VU), Prionailurus rubiginosus som nära hotad (NT) och Prionailurus bengalensis som livskraftig (LC).